# Cratere Leeuwenhoek
Leeuwenhoek è un grande cratere lunare di 125 km situato nella parte sud-orientale della faccia nascosta della Luna.
Il cratere è dedicato al microscopista olandese Antoni van Leeuwenhoek.

## Crateri correlati
Alcuni crateri minori situati in prossimità di Leeuwenhoek sono convenzionalmente identificati, sulle mappe lunari, attraverso una lettera associata al nome.
| Leeuwenhoek | Coordinate             | Diametro (in km) |
| ----------- | ---------------------- | ---------------- |
| E           | 28°30′36″S 176°16′12″W | 102,11           |